# Porcari (famiglia)
I Porcari furono un'antica e nobile famiglia di origine romana nota sin dal secolo XI ritenuta dagli storici classici originaria della gens Porcia. 

Viene ricordata per la congiura di Stefano Porcari contro Niccolò V, per la costruzione del Castello di Monteriggioni, per il feudo della marca di Tuscia e per i rami Borbonici.
ed antichi cittadini Romani, non si vergognarono di trafficare

in arte assai umile, e che ad alcuno sembrerebbe alquanto vile, 

sapendo eglino dall'esperienza, che viver si può laudabilmente

esercendo anche qualche arte, quando la mutabilità delle cose 

temporali, detta la fortuna, ti voglia rotare infino al fondo, 

non permettendoli di viver con splendidezza. 

(Pasquale Adinolfi, "La Portica di S. Pietro ossia Borgo nell'età di mezzo" p.83»

## Storia
Ritenuta dagli storici classici di antica nobiltà e originaria dalla gens Porcia; le prime notizie della famiglia risalgono al secolo XI con un Johannes Porcarius, e sin da quel periodo le fonti riferiscono dell’esistenza di almeno due rami della famiglia riconducibili probabilmente al medesimo capostipite, l’uno i Porcari residenti nel rione Pigna dove dettero il loro nome al quartiere dove ebbero le loro abitazioni presso l’attuale Piazza della Pigna, e i Porcari di Ripa Romea presso la riva destra del Tevere non lungi dal ponte Santa Maria.

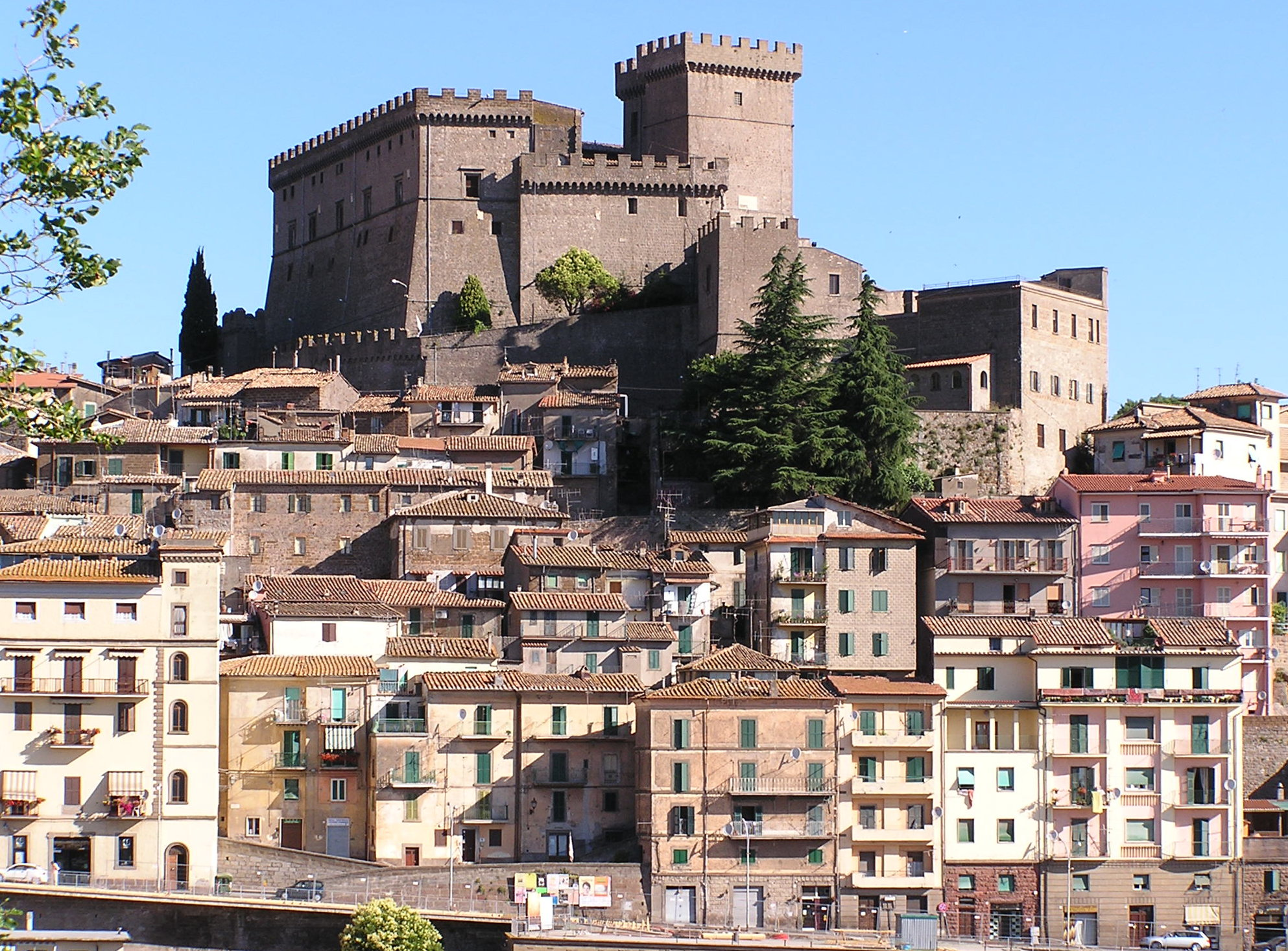
Veduta del castello di Soriano

A quest’ultimo ramo, per la coincidenza dei nomi, Pandulfus olim domini Porcarii vissuto nel 1258,  si è ipotizzato potessero appartenere i signori di Soriano, Pandolfo di Attaviano e i figli del defunto Porcario: Stefano, Pandolfo, Pietro e Guastapane, che sul finire del secolo XIII vennero pretestuosamente dichiarati eretici da papa Niccolò III che tolse loro il castello di Soriano per concederlo ai propri famigliari Orsini. Nel 1301 papa Bonifacio VIII per risarcire la famiglia dell’ingiustizia subita concesse loro il castello di Chia nella persona di Guastapane del defunto Porcarius militis.
I Porcari che vissero il periodo di massima espansione durante il secolo XV, possedettero numerosi beni immobili nella città, anche nel rione Borgo e come molte altre famiglie della media nobiltà romana, ricoprirono le massime magistrature capitoline ricoprendo ripetutamente la carica di conservatore di Roma fin dal 1378 ed esercitando altresì i più lucrosi uffici curiali quali quelli di giudice e notaio, oltre che esercitare l’attività di cambiavalute e della bovatteria su casali propri nella Campagna romana posti soprattutto sulla via Nomentana (Poterano, Monte Gentile, Castiglione e Casal de' Pazzi) o come affittuari di enti ecclesiastici o di famiglie baronali, o come appaltatori dei diritti fiscali e privative della camera capitolina quali il commercio del sale. 
Tra gli ecclesiastici Girolamo Porcari fu vescovo di Andria. La famiglia ebbe le proprie sepolture nella cappella di famiglia presso la chiesa di Santa Maria sopra Minerva sulla cui piazza prospettavano alcune delle case della famiglia, presso la chiesa di San Giovanni della Pigna e a Santa Maria ad Martyres. 
Nel 1468 Antonio ed Evangelista, acquistarono parte della tenuta di Tor Marancia o della Peschiera.

La famiglia che tra XV e XVI secolo raccolse una nota collezione antiquaria non era più presente in Roma all’epoca della bolla Urbem Romam. Un Gentile Porcari nobile romano, condottiero di soldati, venne investito nel 1497 della terra di Petina in Principato Citra

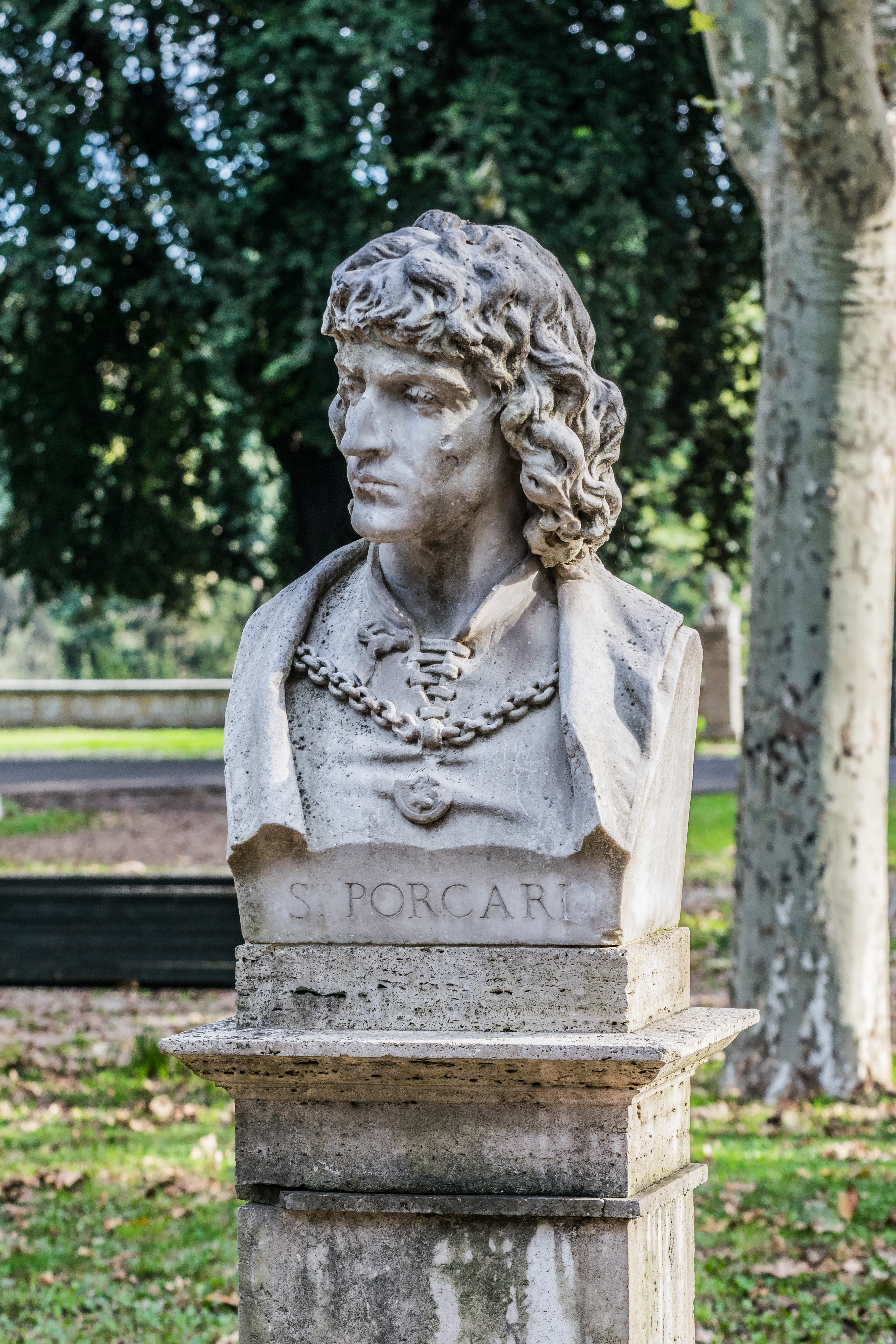
Stefano Porcari

### Stefano Porcari
(Carlo Arduini, "L'ultimo dei Romani ovvero La congiura di Stefano Porcari")
Alla famiglia appartenne Stefano autore della congiura contro papa Niccolò V. Stefano Porcari era un entusiasta degli ideali della Repubblica Romana e perciò ha esortato il popolo a ribellarsi contro il potere del papa. Era un uomo che non si limitava alle parole e cercò di realizzare il suo piano: organizzò una rivolta popolare il 6 gennaio 1453, abbastanza simile alla rivolta di Cola di Rienzo di un secolo prima. Lui e i suoi alleati progettarono di prendere il Castel Sant'Angelo, imprigionare papa Nicolò V e dichiarare finito lo Stato pontificio. Tuttavia, tradito da alcuni dei suoi alleati, fu arrestato dopo aver tentato di rifugiarsi nella casa di sua sorella, anch'essa parte del complotto, e alla fine fu portato in prigione a Castel Sant'Angelo.
Probabilmente le dimensioni della cospirazione furono esagerate e con insolita velocità Porcari fu processato e impiccato in una torre di Castel Sant'Angelo pochi giorni dopo il suo arresto, il 9 gennaio 1453. Il suo corpo non fu mai trovato, forse perché fu gettato nel Tevere o perché fu sepolto clandestinamente nella chiesa di Santa Maria in Traspontina, dove la famiglia aveva una cappella.
Niccolò Machiavelli racconta delle sue gesta nelle Istorie fiorentine, e del suo "sogno animato da grandi ideali e perciò degno di lode, ma non sostenuto dalla prudenza politica."
(Niccolò Machiavelli, "Istorie fiorentine")

### I Porcaresi di Lucca
Un altro importante ramo risale all'inizio del XI secolo, fiorito a Lucca dopo l’ingresso di alcuni Porcaresi al seguito dei Canossa, ai quali apparteneva il nobile Ugolino da Porcari che venne infeudato della castellania poi detta Porcari, con rilevante pertinenza fiscale. Il feudo amministrato dai membri primogeniti della famiglia faceva parte della marca di Tuscia e fu in seguito ampliato dall'imperatore Federico Barbarossa.
Nei primi due terzi del XII secolo tale complesso patrimoniale fu trasformato dal Nobile Paganello Porcari nel più importante feudo vassallo matildico del versante toscano, in una curia signorile che si estendeva dalle Pizzorne all’antico lago di Sesto. Paganello fu il primo esponente di una tradizione podestarile che, dopo l’improvvisa morte di Enrico VI, divenne per la casata la più compiuta espressione della tradizionale vocazione sovra-comunale: i da Porcari dovevano, infatti, la propria fortuna alla dedizione a un potere (incarnato prima dai marchesi, poi dagli imperatori) capace di coordinare e superare le singole realtà locali. Nella prima metà del XIII secolo vi furono podestà porcaresi in tutte le principali civitates della Toscana centro-settentrionale: Lucca, Pisa, Firenze, Pistoia, Siena, Volterra. Paganello fu podestà a Firenze nel biennio 1200-1201, durante la delicata fase delle guerre di Semifonte, e a Pistoia nel biennio 1206-1207. Il cugino Guelfo ricoprì tale incarico a Pisa nel biennio 1203-1204 ed in seguito fece costruire il castello di Monteriggioni.  
Guelfo inoltre divenne promesso in sposa alla Regina Adelasia di Torres, perché gradito alla Santa Sede, la quale poi decise, su pressione di Federico II imperatore, di sposare il figlio illegittimo Enzo dopo essere rimasta vedova di Ubaldo Visconti. 

### Rami Borbonici
La famiglia dei Porcari risulta tuttavia fiorente nei nobili rami trasferitisi nel Regno di Sicilia e nel Regno di Napoli dopo la morte di Stefano: Baroni Porcari Li Destri di Rainò (Polizzi); Baroni Porcari della Statera (Messina); Baroni Porcari di Serra Rifusa (Matera); Patrizi Sabini Tosi-Porcari (Roma).

## Blasone

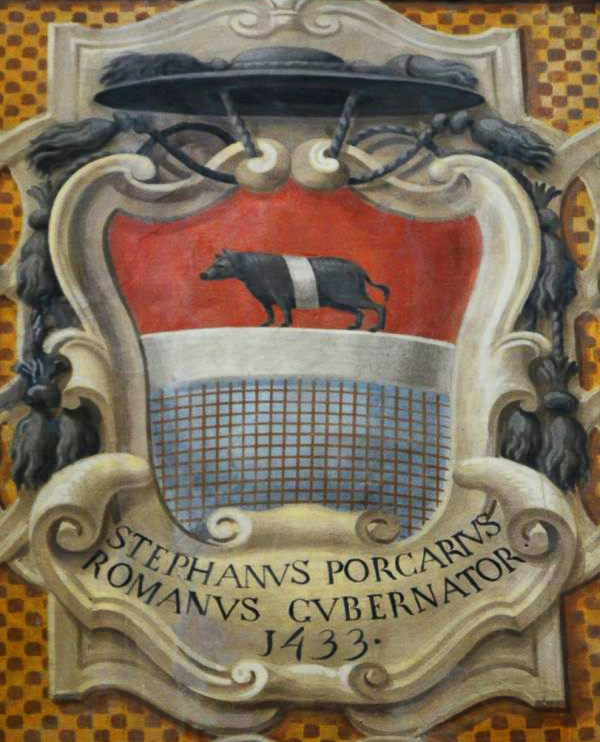
Stemma Araldico Famiglia Porcari presente nella sala urbana di Bologna

Il blasone della famiglia subisce diverse modifiche nel corso dei secoli e nelle varie diramazioni. Le caratterisriche principali dell'araldo che persistono in tutte le varianti sono il fondo rosso cancellato d'oro o d'argento ed il cinghiale nero passante.
Alcune fonti attribuiscono ai Porcari di Roma come arme il blasone: "Di rosso a tre bande d’argento attraversate da tre sbarre dello stesso. Capo d’argento caricato di un maiale di nero passante, sellato d'argento, sostenuto da una fascia d’oro, caricata d‘una burella ondata di rosso." altre varianti invece presentano "una burella ondata di nero" o "cancellature d'oro inchiodate dello stesso"
Lo stemma del ramo dei Porcaresi di Lucca viene descritto come "troncato di rosso e d'argento, a due cinghiali affrontati"
(Francesco Boni de Nobili)